# Attentat de Potiskum du 10 novembre 2014
L'attentat de Potiskum  est commis le 10 novembre 2014 au cours de l'insurrection djihadiste au Nigeria.

## Déroulement
L'attaque a lieu dans une école de Potiskum, une ville de l'État de Yobe. Un kamikaze habillé en écolier entre dans un établissement de l'école secondaire publique, un collège-lycée de garçons, et se fait exploser à 7h50. À ce moment, les élèves étaient réunis dans la cour de l'école pour le rassemblement matinal, peu avant le début des cours.
Selon Emmanuel Ojukwu, porte-parole de la police nigériane, le bilan de l'attentat est de 47 morts et 79 blessés parmi les élèves âgés de 15 à 20 ans. Toutes les victimes sont transportées à l'hôpital général de Potiskum, situé à 100 mètres du lieu de l'attaque.
Un rescapé de l'attaque, Adamu Abdullahi, déclare :

« Je me suis retrouvé en dessous d'un autre élève, qui est tombé sur moi. Je suis certain qu'il était mort. J'ai réussi à soulever le corps qui se trouvait sur moi, et je me suis mis à courir, comme tout le monde [...] on était tous hystériques. J'ai vu plein de monde par terre. Il y avait des lambeaux de chair et du sang partout [...] quand mon père m'a vu il était terrifié, je n'avais pas réalisé que mon uniforme, blanc, était couvert de sang. »

L'attentat n'est pas revendiqué, mais Boko Haram est suspecté d'avoir organisé l'attaque.